# Rohisala
Rohisala fou un estat tributari protegit de l'agència de Kathiawar, prant de Gohelwar, presidència de Bombai. Estava format per un sol poble amb dos tributaris-propietaris separats. La superfície era d'uns 3 km² i la població el 1881 de només 354 persones. Els ingressos estimats eren de 310 lliures i pagava un tribut de 106 rúpies al Gaikwar de Baroda i de 16 rupies al nawab de Junagarh.